# تیراندازی کلیسای قزلیار
۱۸ فوریه ۲۰۱۸ مردی ۲۲ ساله با چاقو و تفنگی شکاری وارد کلیسایی ارتدکس در منطقه قزلیار جمهوری داغستان شد و به طرف افراد حاضر در کلیسا شلیک کرد. در این تیراندازی ۵ زن کشته و ۲ پلیس و ۳ فرد دیگر به شدت زخمی شدند. فرد تیرانداز نیز در درگیری با پلیس کشته شد.
در زمان وقوع این تیراندازی حضار کلیسا در حال اجرای مراسم ماسلنیتسا بودند. ماسلنیتسا مراسمی است که از دوشنبه هفته پیش از چله روزه ارتدکس آغاز می‌شود و هر روز هفته تا یکشنبه آداب و رسوم و برنامه‌های ویژه‌ای دارد.
گروه دولت اسلامی در عراق و شام با انتشار بیانیه ای نام فرد تیرانداز را خلیل الداغستانی بیان کرد و اعلام کرد که او یکی از اعضای داعش بوده‌است. پلیس داغستان نیز نام این فرد را خلیل خلیل اف اعلام کرده‌است.